# Agritubel (wielerploeg)/2006
Deze pagina geeft een overzicht van de wielerploeg Agritubel in 2006.
| Naam                             | Geboortedatum | Nationaliteit | Ploeg 2005                |
| -------------------------------- | ------------- | ------------- | ------------------------- |
| Christophe Agnolutto (tot 26.06) | 06-12-1969    | Frankrijk     |                           |
| Linas Balčiūnas                  | 14-02-1978    | Litouwen      |                           |
| Aivaras Baranauskas              | 06-04-1980    | Litouwen      | Beloften                  |
| Stéphane Bergès                  | 09-01-1975    | Frankrijk     |                           |
| Mickaël Buffaz                   | 21-05-1979    | Frankrijk     |                           |
| Manuel Calvente                  | 14-08-1980    | Spanje        | Team CSC                  |
| Gilles Canouet                   | 20-01-1976    | Frankrijk     |                           |
| Cedric Coutouly                  | 26-01-1980    | Frankrijk     |                           |
| Nicolas Crosbie                  | 02-04-1980    | Frankrijk     |                           |
| Hans Dekkers                     | 07-08-1981    | Nederland     | Rabobank Continental Team |
| Moisés Dueñas                    | 10-05-1981    | Spanje        | Relax-Fuenlabrada         |
| Eduardo Gonzalo                  | 25-08-1983    | Spanje        | Beloften                  |
| Benjamin Johnson                 | 07-01-1983    | Australië     |                           |
| Christophe Laurent               | 26-07-1977    | Frankrijk     |                           |
| José Alberto Martínez            | 10-09-1975    | Spanje        |                           |
| Juan Miguel Mercado              | 08-07-1978    | Spanje        | Quick Step-Innergetic     |
| Léniäc Olivier                   | 17-11-1977    | Frankrijk     |                           |
| Samuel Plouhinec                 | 05-03-1976    | Frankrijk     | Bretagne-Jean Floc'h      |
| Freddy Ravaleu (vanaf 01.10)     | 08-04-1977    | Frankrijk     | Elite                     |
| Denis Robin                      | 27-06-1979    | Frankrijk     |                           |
| Saulius Ruskys                   | 18-04-1974    | Litouwen      |                           |
| Benoît Salmon                    | 09-05-1974    | Frankrijk     |                           |
| Benoît Sinner                    | 07-08-1984    | Frankrijk     | Beloften                  |

## Overwinningen
Criterium International
3e etappe: José Alberto Martínez
Ronde van Rhone-Alpes Isere
3e etappe: Eduardo Gonzalo
Circuit de Lorraine
3e etappe: Eduardo Gonzalo
Bayern Rundfahrt
José Alberto Martínez
Boucles de la Mayenne
1e etappe: Benoît Sinner
Europese kampioenschappen
Beloften: Benoît Sinner
Ronde van Frankrijk
10e etappe: Juan Miguel Mercado
Ronde van de Toekomst
3e etappe: Hans Dekkers
6e etappe: Moisés Dueñas
Eindklassement: Moisés Dueñas

## Teams

### Critérium du Dauphiné Libéré
4 juni–11 juni
- 201.  Juan Miguel Mercado
- 202.  Cédric Coutouly
- 203.  Hans Dekkers
- 204.  Moisés Dueñas
- 205.  Eduardo Gonzalo
- 206.  Christophe Laurent
- 207.  Benoît Salmon
- 208.  Benoît Sinner

2005 · 2006 · 2007 · 2008 · 2009